# Zmarli w roku 1992
Lista osób zmarłych w 1992:

## styczeń 1992
- 1 stycznia – Grace Hopper, amerykańska pionierka informatyki, przez szereg lat służyła w United States Navy[1]
- 11 stycznia – Edward Jancarz, żużlowiec Stali Gorzów[2]
- 14 stycznia – Henry Felix Kaiser, amerykański psycholog i statystyk[3]
- 16 stycznia – Wojciech Kubik, saneczkarz, olimpijczyk Sapporo 1972[4]
- 19 stycznia – Wiktor Ostrowski, polski podróżnik, fotografik, taternik, alpinista, autor książek reportażowych[5]

## luty 1992
- 4 lutego – Lisa Fonssagrives, szwedzka modelka[6]
- 10 lutego – Alex Haley, amerykański pisarz[7]
- 18 lutego – Sylvain Julien Victor Arend, belgijski astronom[8]
- 22 lutego – Tadeusz Łomnicki, polski aktor[9]
- 28 lutego – Bolesław Orliński, polski pilot myśliwski i doświadczalny[10]
- 29 lutego – Czesław Nowicki, polski dziennikarz, popularny „Wicherek” zapowiadający pogodę w TVP[11]

## marzec 1992
- 9 marca – Menachem Begin (hebr. מנחם בגין), izraelski polityk, działacz syjonistyczny, premier Izraela[12]
- 17 marca – Mieczysława Mitera-Dobrowolska, polska polonistka, historyczka literatury, nauczycielka akademicka[13]
- 29 marca – Christopher Hawkes, angielski archeolog[14]

## kwiecień 1992
- 6 kwietnia – Isaac Asimov, amerykański biochemik i pisarz science fiction[15]
- 8 kwietnia
  - Daniel Bovet, włoski farmakolog i fizjolog[16]
  - Roman Zimand, polski krytyk literacki, historyk literatury i publicysta[17]
- 9 kwietnia – Alfred Szklarski, polski pisarz literatury młodzieżowej[18]
- 17 kwietnia – Tadeusz Pawłowski, polski taternik, alpinista, ratownik górski[19]
- 20 kwietnia – Benny Hill, angielski komik[20]
- 27 kwietnia – Olivier Messiaen, francuski kompozytor, organista, nauczyciel i z zamiłowania ornitolog[21]
- 28 kwietnia – Brian Pockar, kanadyjski łyżwiarz figurowy[22]

## maj 1992
- 6 maja – Marlene Dietrich, amerykańska aktorka filmowa pochodzenia niemieckiego[23]
- 10 maja – Andrzej Waligórski, poeta, twórca kabaretu radiowego Studio 202[24]
- 13 maja – Wanda Rutkiewicz, polska alpinistka[25]
- 30 maja – Antoni Zygmund, polski matematyk[26]

## czerwiec 1992
- 18 czerwca – Janusz Kruk, lider zespołu 2+1[27]
- 28 czerwca – Michaił Tal (ros. Михаил Нехемьевич Таль), łotewski szachista, mistrz świata[28]

## lipiec 1992
- 4 lipca – Astor Piazzolla, kompozytor tanga argentyńskiego, wirtuoz bandoneonu, tanguero[29]
- 7 lipca – Seweryna Szmaglewska, polska pisarka, prozaik i autorka literatury dziecięcej[30]
- 10 lipca
  - Krystyna Druszkiewicz, polska nauczycielka fortepianu, założycielka Eksperymentalnego Studium Muzycznego w Krakowie[31]
  - Małgorzata Kozera-Gliszczyńska, polska koszykarka[32]
  - Albert Pierrepoint, brytyjski kat[33]
- 14 lipca – Władysław Klamerus, polski artysta rzeźbiarz, malarz, scenograf[34]

## sierpień 1992
- 15 sierpnia – Giorgio Perlasca, Włoch, który udając hiszpańskiego konsula generalnego na Węgrzech ocalił 5016 Żydów[35]
- 18 sierpnia – Christopher Johnson McCandless, amerykański tułacz, filozof[36]
- 29 sierpnia – Félix Guattari, francuski filozof i psychoanalityk[37]

## wrzesień 1992
- 1 września – Piotr Jaroszewicz, były premier PRL, zamordowany wraz z żoną w Aninie[38]
- 5 września – Fritz Leiber, amerykański pisarz fantasy i science fiction[39]
- 7 września – Edward Kobyliński, polski wioślarz[40]
- 12 września – Rafał Abkowicz, ostatni polski hazzan karaimski[41]
- 16 września – Emanuel Wilczok, polski historyk przemysłu górnośląskiego[42]
- 27 września – Zygmunt Komorowski, polski afrykanista, socjolog, antropolog[43]

## październik 1992
- 3 października – Marek Petrusewicz, polski pływak[44]
- 5 października – Izydor Gąsienica-Łuszczek, polski narciarz, mistrz Polski w kombinacji klasycznej z 1933[45]
- 8 października – Willy Brandt, kanclerz Niemiec[46]
- 9 października – Jędrzej Giertych, polski polityk, jeden z przywódców Stronnictwa Narodowego[47]
- 16 października – Shirley Booth, amerykańska aktorka laureatka Oscara[48]
- 20 października – Jan Weber, polski muzykolog, krytyk muzyczny, dziennikarz[49]
- 25 października – Teresa Roszkowska, polska malarka, scenograf[50]
- 27 października – David Bohm, amerykański naukowiec zajmujący się fizyką kwantową i filozofią fizyki[51]
- 28 października – Charles Pellat, algiersko-francuski naukowiec, historyk, tłumacz i badacz orientalistyki (ur. 1914)

## listopad 1992
- 4 listopada – Ludwik Benoit, aktor filmowy i teatralny[52]
- 5 listopada – Jan Oort, holenderski astronom[53]
- 7 listopada – Alexander Dubček, czechosłowacki polityk, realizator reform w partii i państwie, zwanych praską wiosną[54]
- 8 listopada – Hanna Skarżanka, polska aktorka[55]
- 11 listopada – Stanisław Hartman, polski matematyk zajmujący się analizą harmoniczną, współtwórca wrocławskiej szkoły matematycznej, członek założyciel Towarzystwa Kursów Naukowych, współpracownik KOR[56]
- 13 listopada – Waldemar Malak, polski ciężarowiec, medalista olimpijski[57]
- 15 listopada – Billy Hassett, amerykański koszykarz, trener[58]
- 27 listopada – Ivan Generalić, chorwacki malarz naiwny[59]

## grudzień 1992
- 18 grudnia – Józef Nalberczak, polski aktor[60]
- 21 grudnia – Stella Adler, amerykańska aktorka[61]
- 22 grudnia – Frederick William Franz, amerykański działacz religijny, prezes Towarzystwa Strażnica, członek Ciała Kierowniczego Świadków Jehowy[62]
- 23 grudnia – Jadwiga Chojnacka, polska aktorka[63]
- 25 grudnia – Krzysztof Świętochowski, polski aktor i lektor[64]
- 26 grudnia – Gerard Bańka, polski ksiądz rzymskokatolicki, dziekan dekanatu chorzowskiego. Szykanowany przez władze PRL[65]
- 27 grudnia – Zbigniew Sylwan Grzybowski, polski pianista[66]
- data dzienna nieznana: 
  - Tadeusz Fijałkowski, polski żużlowiec[67]